# Departamento de San Antonio, Jujuy
Departamento de San Antonio är en kommun i Argentina.   Den ligger i provinsen Jujuy, i den norra delen av landet, 1 300 km nordväst om huvudstaden Buenos Aires.
I omgivningarna runt Departamento de San Antonio växer i huvudsak lövfällande lövskog. Runt Departamento de San Antonio är det mycket glesbefolkat, med 5 invånare per kvadratkilometer.